# Double Assassinat dans la rue Morgue
Pour les articles homonymes, voir Rue Morgue.
Double Assassinat dans la rue Morgue (The Murders in the Rue Morgue) est une nouvelle de l’écrivain américain Edgar Allan Poe, parue en avril 1841 dans le Graham's Magazine, traduite en français par Isabelle Meunier puis, en 1856, par Charles Baudelaire pour le recueil Histoires extraordinaires.
C'est la première apparition du détective inventé par Poe, le chevalier Auguste Dupin qui doit résoudre l'énigme d'un double meurtre incompréhensible pour la police. Cet enquêteur revient dans les nouvelles Le Mystère de Marie Roget et La Lettre volée.

## Résumé

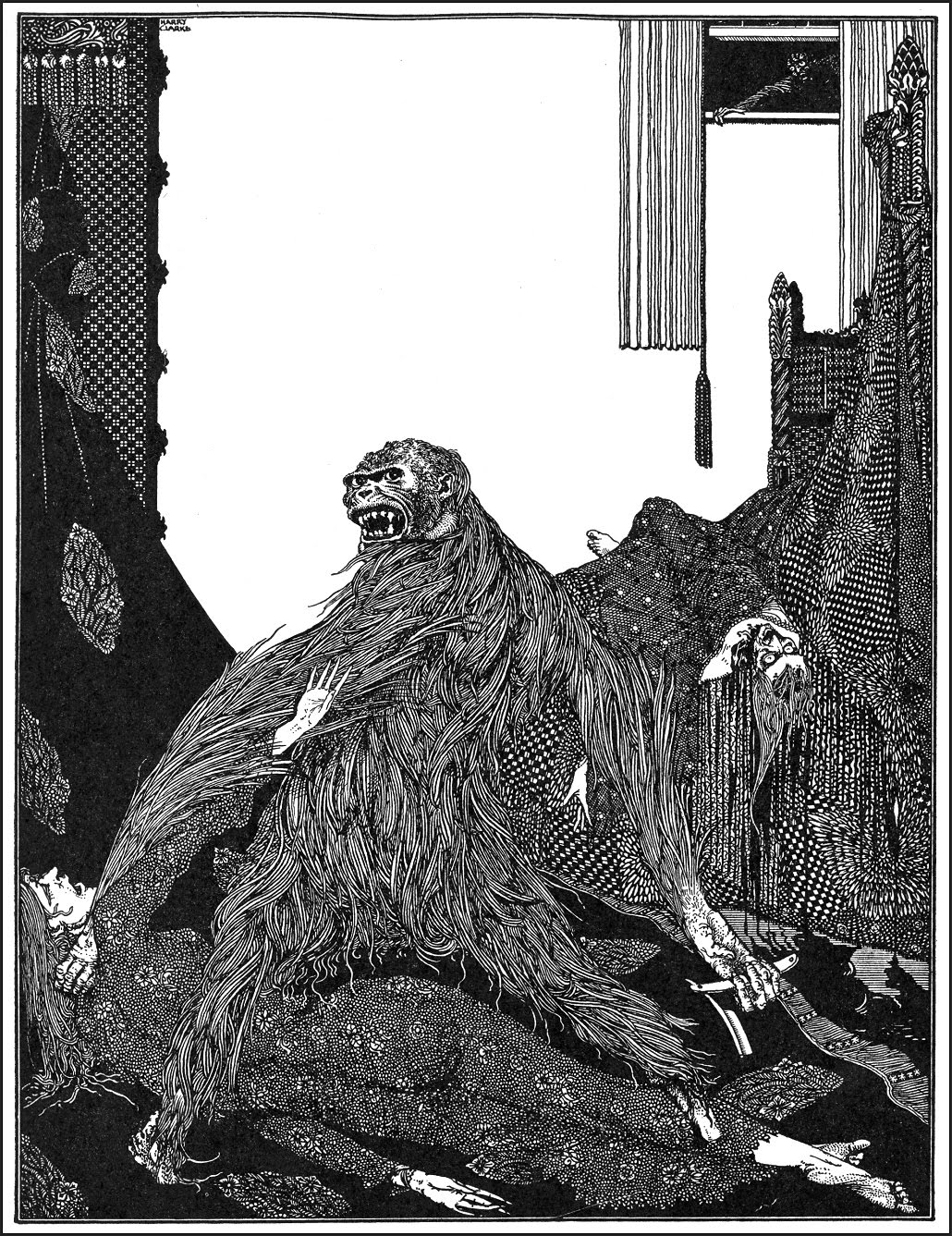
Illustration de l'artiste irlandais Harry Clarke, 1919.

La nouvelle met en scène le détective Dupin et l'un de ses amis, qui joue le rôle de narrateur. L’histoire se déroule à Paris, au XIXe siècle. Cependant, la plupart des lieux cités dans la nouvelle, dont la rue Morgue, n'existent pas. 
Le début de la nouvelle est une réflexion sur l'importance qu'on donne à l'analyse dans l'esprit humain. La suite est un exemple qui décrit l'incroyable capacité d'analyse de Dupin, qui devine à quoi pense son ami juste en observant ses mouvements en marchant dans la rue.
Dupin et le narrateur apprennent alors qu'un meurtre déroute les policiers français : on a retrouvé les cadavres de deux femmes de la famille Lespanaye, une mère et sa fille, qui vivaient comme des vieilles filles dans un immeuble de la rue Morgue. Le corps de la fille, présentant des marques de strangulation, était violemment encastré dans le conduit de cheminée. Celui de la mère, la gorge tranchée net, a été trouvé à moitié décapité sur les pavés de la cour derrière l'immeuble. 
Or, il n'y a ni mobile pour le crime, ni même une explication plausible. Les fenêtres sont fermées et bloquées de l'intérieur et personne n'a pu s'enfuir par la porte puisque des gens, entendant les cris, s'y sont précipités. Tous les témoins (les voisins ayant entendu une partie de la scène) s'accordent à dire qu'il y avait deux voix, bien distinctes, dont une grave, parlant français. Cependant, personne ne peut s'accorder sur la deuxième qui paraît étrangère à tous les témoins. Ceux-ci sont pourtant de plusieurs nationalités.
Dupin décide de résoudre l'affaire. Grâce à ses contacts dans la police, il peut fouiller le lieu du crime, et grâce aux indices, parvient à la conclusion sans que le lecteur ne le sache à ce moment-là.
Avec le sens de la mise en scène qui lui est propre, Dupin décide de mettre une annonce dans le journal signalant qu'il a retrouvé... un orang-outan.
Le soir même, un marin ayant signalé la disparition de son orang-outang vient le chercher chez Dupin. Ce dernier lui explique alors sa théorie. Confondu par les conclusions de Dupin, le maître avoue : son primate est effectivement le coupable, et la première voix entendue est la sienne (il l'avait poursuivi pour le rattraper et l'empêcher de faire une bêtise).
La force du primate lui a permis de coincer le corps d'une victime dans le conduit de la cheminée, tête vers le bas, semble-t-il pour cacher sa faute ; la seconde personne ayant été poussée vers l'extérieur, où elle s'est désarticulée.

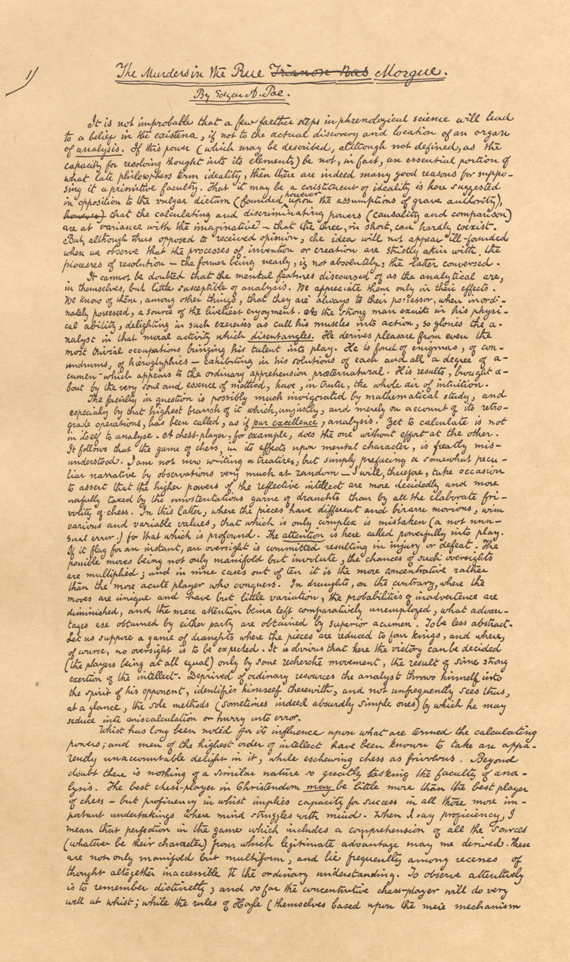
Fac-similé du manuscrit original d'Edgar Allan Poe de Double Assassinat dans la rue Morgue.

## Adaptations

### Cinéma
- 1908 : Sherlock Holmes in the Great Murder Mystery, film américain dans lequel le personnage de Sherlock Holmes remplace le détective parisien Auguste Dupin ;
- 1932 : Double Assassinat dans la rue Morgue (Murders in the Rue Morgue), film américain de Robert Florey ;
- 1954 : Le Fantôme de la rue Morgue (The Murders in the Rue Morgue), film américain de Roy Del Ruth ;
- 1971 : Double Assassinat dans la rue Morgue, (Murders in the Rue Morgue) film britannique de Gordon Hessler ;

### Télévision
- 1973 : Le Double Assassinat de la rue Morgue, téléfilm français de Jacques Nahum
- 1986 : Le Tueur de la rue Morgue (The Murders in the Rue Morgue), téléfilm[3],[4] américain de Jeannot Szwarc.
- 2023 : La Chute de la maison Usher, dans cette mini-série, Mike Flanagan a décidé de réinterpréter la nouvelle pour son épisode 3 (L'Assassinat dans la rue Morgue)

### Radio
- 1958 : Le Double Assassinat dans la rue Morgue, adaptation de Maurice Decraiane pour Les Maîtres du mystère.

### Théâtre
- 2012 : Double Assassinat dans la rue Morgue de Gaële Boghossian et Paulo Correia, création du TNN ;
- 2013 : Double Assassinat dans la rue Morgue de Pascal Montel, Prix de la Meilleure adaptation Les P'tits Molières 2013, création La Compagnie Neo Vent - La Fabrik à Pestacs.

### Bandes dessinées
- 1974 : Double Assassinat dans la rue Morgue de Guido Crepax, Charlie Mensuel no 64 ;
- 2007 : Double Assassinat dans la rue Morgue de Céka et Clod, aux éditions Akileos ;
- 2009 : Double Assassinat dans la rue Morgue de Jean-David Morvan et Fabrice Druet, éditions Delcourt.
- Le chevalier Dupin apparaît dans la première aventure de La Ligue des gentlemen extraordinaires d'Alan Moore.

### Musique populaire
- Une chanson d'Iron Maiden y fait référence : Murders in the Rue Morgue (Album Killers).
- Un des titres de l'album Hinterland du chanteur allemand Casper est La rue Morgue.
- Dans la chanson Just like Tom Thumb's blues, où il est question de la ville mexicaine de Ciudad Juarez, Bob Dylan imagine une « Rue Morgue Avenue ».
- Sur l'album de Eric Woolfson, ancien collaborateur de Alan Parsons au sein du Alan Parsons Project, intitulé Poe: More Tales of Mystery and Imagination, la septième chanson s'intitule The Murders in the Rue Morgue. Elle est chantée par Eric Woolfson et Steve Balsamo agit comme narrateur.

### Livre audio
- Double Assassinat dans la rue Morgue lu par le comédien Serge Djen, éditions Des oreilles pour lire, 2008